# Odisha Biennale
Odisha Biennale es un festival dedicado al arte contemporáneo en diversas disciplinas tales como la música, el baile, el arte, el diseño, la moda y el documental. Se celebra, cada dos años, desde 2013 en Bhubaneswar, la capital del estado de Orissa (India).
De carácter multidisciplinar, además de acoger diferentes manifestaciones artísticas, se propone reinventar la tradición cultural de la zona a través de reinterpretaciones de los diferentes invitados.

## La organización
El festival está gestionado por el MOPA (Masako Ono Performing Arts), organización dirigida por la bailarina japonesa en la India Masako Ono y cuyo principal objetivo es divulgar la danza tradicional orissi.

## Historia
La primera edición del festival, titulada artMOVEsphere, se celebró entre el 17 y el 25 de noviembre de 2013 y la actividad giró en torno a la danza contemporánea y las actividades sociales. La gestión estuvo íntegramente a cargo de la fundación MUDRA, proyecto social del MOPA dedicado a divulgar las diferentes manifestaciones de la cultura oriya.
En la segunda edición (Mélange), celebrada en el 2015, se amplió el repertorio de disciplinas participantes (   ) con los objetivos de crear una atmósfera de interculturalidad, poner en contacto artistas de otras nacionalidades con la tradición cultural de la zona y aunar la práctica creativa con el desarrollo social. Los artistas particpantes en esta convocatoria colaboraron en talleres organizados en zonas en desarrollo. 

## Formato
El festival se celebra a finales del mes de octubre en diversos puntos de Bhubaneswar y, además de actuaciones, programa actividades diversas, como charlas, mesas redondas, proyecciones y visitas a la ciudad. En la primera edición, tuvo como sedes las instalaciones del MOPA, en las que se celebraron talleres, y el Xavier Institute of Management. En la edición del 2015, el evento se trasladó de esta última sede al NIFT (National Institute of Fashion Technology). 

## Labor social
Además de la vertiente contemporánea, el festival también trabaja para divulgar las manifestaciones artísticas tradicionales del estado de Odisha, como tejidos y escultura. Para ello gestiona la Mudra Foundation, que dirige las actividades del festival destinadas a este fin.